# جولي كوجون
جولي كوجون (بالإنجليزية: Julie Kogon)‏ مواليد 04 أبريل 1918 في نيو هيفن، الولايات المتحدة - الوفاة 20 ديسمبر 1986، كان ملاكم محترف أمريكي صنّف ضمن فئة الوزن الخفيف.

## إحصائيات
خاض خلال مسيرته 137 نزالا، فاز في 81 وتعادل في 17 وخسر في 38. فاز بالضربة القاضية في 36 نزالا.

## روابط خارجية
- جولي كوجون على موقع بوكس ريك (الإنجليزية) (registration required)